# Gioco del cento
Il gioco del cento è un cosiddetto gioco matematico e può essere considerato un buon esempio di un gioco finito ad informazione perfetta, diverso dall'usuale tris. 
Grazie al teorema di Kuhn sui giochi ad informazione perfetta si sa che ammette equilibrio e quindi è ragionevole, per un gioco così piccolo, cercarlo.
Durante questa trattazione, il gioco viene chiamato Cento, quale alias di "gioco del cento". Nel gioco originario, di origine popolare probabilmente, ognuno dei due contendenti dice a turno un numero che deve essere strettamente maggiore del precedente e può essere distante dal precedente al massimo 10. 
Il primo a giocare, che è ovviamente un caso speciale della regola precedente, può dire un numero da 1 a 10. Il primo che dice 100 ha vinto.

## Cento generalizzato: Cento
Formalizziamo il gioco generalizzandolo
Regole:
- a) ci sono due giocatori
- b) ad ogni turno {\displaystyle i} un giocatore gioca un numero {\displaystyle P(i)\in \mathbb {N} :P(i)-P(i-1)\leq 10}
- c) il primo gioca un numero {\displaystyle P(1)\in [1,10]}
- d) ad ogni turno successivo il giocatore gioca un numero {\displaystyle P(i+1)=P(i)+d_{i}>P(i)}

Ovvero può aumentare il numero precedente di una quantità {\displaystyle d_{i}\in [1,10]}
e) il primo che gioca {\displaystyle f} ha vinto

### Calcolo Equilibrio
Definisco l'insieme E delle giocate vincenti:
- {\displaystyle f\in E}
- se {\displaystyle x\in E} allora

{\displaystyle G=x-s-1\in E}
Il primo giocatore vince se può dire come sua prima giocata un numero in E altrimenti vince l'avversario.

### Strategia Cento originale
Es. Applico la regola a Cento(10:100)
- 100 in E
- 100 in E quindi 100 - 10 - 1 == 89 in E

Ovvero: se dico cento ho vinto, ma anche se costringo a dire al mio avversario un numero che mi consenta di dire cento ho vinto. Dicendo 89, ovvero 100 meno undici, costringo il mio avversario a dire un numero da 90 a 99 consentendomi in ogni caso di dire cento. In generale se voglio assicurarmi di poter dire x mi è sufficiente dire x-11.
- {\displaystyle 89\rightarrow 78}
- {\displaystyle 23\rightarrow 12}
- {\displaystyle 12\rightarrow 1}

- 1 (che il primo può giocare e che, quindi, ha una strategia vincente)

In altre parole il Cento originale, ovvero il gioco Cento(10:100), ha la strategia vincente (per chi parte)
1, 12, 23, 34, 45, 56, 67, 78, 89, 100
indipendentemente dalla giocata dell'avversario.

### Strategia generalizzata Cento
Es. Applico la regola a Cento(10:99)
- 99 in E
- quindi anche 88, 77, 66, 55, 44, 33, 22, 11

Il primo non può giocare 11 quindi vince il secondo

## Estensione di Cento: XCento
Proviamo ora con un gioco un poco più complesso. Si deve, cioè, cercare la strategia vincente elencando la forma strategica estesa (strategia forma estesa)

### Regole
- a) ci sono due giocatori
- b) ad ogni turno i giocatori devono giocare un numero {\displaystyle P_{i}}
- c) il primo può giocare un numero da 1 a {\displaystyle s}
- d) ad ogni turno successivo al primo il giocatore può giocare un numero {\displaystyle P_{i+1}} tale che

- def: {\displaystyle d_{i}=P_{i}-P_{i-1}} (ovvero {\displaystyle P_{i+1}=P_{i}+d_{i+1})}

- i     {\displaystyle P_{i+1}>P_{i}}
- ii-a  {\displaystyle d_{i+1}>0}
- ii-b  {\displaystyle d_{i+1}\in [d_{i}-D,d_{i}+D]}

- e) vince chi arriva esattamente a f[1]

### Strategia per XCento(2:7:1) (studio teoria)[2]
XCento è un gioco finito a informazione perfetta tra due contendenti, quindi, per il teorema di Zermelo, deve avere una e una sola di queste proprietà
- a) deve esistere una strategia vincente per il primo
- b) deve esistere una strategia vincente per il secondo
- c) entrambi possono forzare il pareggio.

Innanzitutto è da notare che (c) è vietata dalle regole.
definisco la mossa come (n,d), dove n è il numero giocato mentre d è la distanza tra questa giocata e la precedente, che limita le possibili giocate successive.
```
Es.

(10, 10)
(21, 11) poteva giocare (19,  9) (20, 10) (21, 11)
(33, 12) poteva giocare (31, 10) (32, 11) (33, 12)
...

```

Notare che la prima giocata è, a causa delle regole, sempre del tipo (k,k). con 1<= k <=10.
Cerco di definire E come nei precedenti giochi
- a) {\displaystyle (100,d_{f})} in E (con {\displaystyle d_{f}>0})
- b) se {\displaystyle (P_{i},d_{i})\in E} allora {\displaystyle (P_{i}-d_{i},x)\in E} dove {\displaystyle x\in (d_{i}-1,d_{i},d_{i}+1)} tolti i valori negativi.

generalizzazione
- a) {\displaystyle (f,d_{f})\in E} (con {\displaystyle d_{f}>0})
- b) se {\displaystyle (P_{i},d_{i})\in E} allora {\displaystyle (P_{i}-d_{i},x)\in E} dove {\displaystyle x\in (d_{i}-D,d_{i}+D)} tolti i valori negativi

Notare che {\displaystyle d_{f}} è sicuramente limitato anche superiormente
questo valore {\displaystyle d_{f}max} potrebbe essere calcolato.

### Strategia per XCento(2:7:1) (studio)[2]
Scrivo l'albero strategico completo.
```
Gioca	Gioca	Gioca	Gioca	Gioca	Gioca	Gioca
A	B	A	B	A	B	A

A(1,1)
	B(2,1)
		A(3,1)
			B(4,1)
				A(5,1)
					B(6,1)
						A(7,1)
						        
					B(7,2)
				A(6,2)
					B(7,1)
					B(8,2)
					B(9,3)
			B(5,2)
				A(6,1)
					B(7,1)
					B(8,2)
				A(7,2)
		A(4,2)
			B(5,1)
				A(6,1)
					B(7,1)
					B(8,2)
				A(7,2)
			B(6,2)
				A(7,1)
				A(8,2)
			B(7,3)
	B(3,2)
		A(4,1)
			B(5,1)
				A(6,1)
					B(7,1)
					B(8,2)
				A(7,2)
			B(6,2)
				A(7,1)
				A(8,2)
				A(9,3)
		A(5,2)
			B(6,1)
				A(7,1)
				A(8,2)
			B(7,2)
			B(8,3)
		A(6,3)
			B(8,2)
			B(9,3)
			B(10,4)

Gioca	Gioca	Gioca	Gioca	Gioca	Gioca	Gioca
A	B	A	B	A	B	A
A(2,2)
	B(3,1)
		A(4,1)
			B(5,1)
				A(6,1)
					B(7,1)
					B(8,2)
				A(7,2)
			B(6,2)
				A(7,1)
				A(8,2)
				A(9,3)
		A(5,2)
			B(6,1)
				A(7,1)
				A(8,2)
			B(7,2)
			B(8,3)
	B(4,2)
		A(5,1)
			B(6,1)
				A(7,1)
				A(8,2)
			B(7,2)
		A(6,2)
			B(7,1)
			B(8,2)
			B(9,3)
		A(7,3)
	B(5,3)
		A(7,2)
		A(8,3)
		A(9,4)

```

Quelli segnalati con A sono vincenti per il primo quelli con B
sono vincenti per il secondo.
Quindi il primo inizia con (2,2) e vince.
E = A(2,2), A(4,1), A(7,1), A(7,2), A(7,3)